# Selva de Mar
Selva de Mar (oficialmente y en catalán La Selva de Mar) es un municipio español de la comarca del Alto Ampurdán en la provincia de Gerona, Cataluña.

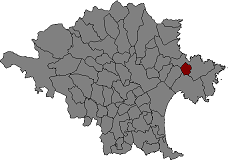
Situación de Selva de Mar en la comarca del Alto Ampurdán.

Está situado en el interior de la península formada por el cabo de Creus. Por su término recorre la riera de la Selva que va a desembocar al mar, después de pasar por el medio de la población.
Su economía son los cultivos de viña y olivos, así como la construcción y el turismo. Su barrio marinero era Puerto de la Selva, hasta el año 1787 en que se emancipó por decreto del rey Carlos III.
Selva de Mar tiene edificios de tipo popular construidos con pizarra de la zona, con pequeños puentes que sirven para cruzar la riera, un antiguo lavadero público y es fácil ver en algunos de sus muros restos procedentes de expolios efectuados en el monasterio de San Pedro de Roda.

## Demografía
Selva de Mar cuenta con una población de 220 habitantes (INE 2024).
| Gráfica de evolución demográfica de Selva de Mar entre 1842 y 2021                                                  |
| |
| Población de derecho según los censos de población del INE Población de hecho según los censos de población del INE |

| 1497 | 1515 | 1553 | 1717 | 1787 | 1857 | 1877 | 1887 | 1900 |
| ---- | ---- | ---- | ---- | ---- | ---- | ---- | ---- | ---- |
| —    | —    | —    | 572  | —    | 700  | 708  | 625  | 529  |

| 1910 | 1920 | 1930 | 1940 | 1950 | 1960 | 1970 | 1981 | 1990 |
| ---- | ---- | ---- | ---- | ---- | ---- | ---- | ---- | ---- |
| 505  | 401  | 332  | 277  | 237  | 219  | 191  | 158  | 160  |

| 1992 | 1994 | 1996 | 1998 | 2000 | 2002 | 2004 | 2006 | — |
| ---- | ---- | ---- | ---- | ---- | ---- | ---- | ---- | - |
| 167  | 167  | 182  | 189  | 190  | 207  | 207  | 223  | — |

## Lugares de interés
- Iglesia de San Esteban, siglo XVII
- Iglesia de San Sebastián, siglo XII-XIII. Fortificada a finales del siglo XIV.
- Can Vives. Con una torre adosada de defensa.
- La Font dels Lledoners.
- La Font de Mollor.
- Antiguas Minas de Hierro.
- El Safareig.
- Las Torres de Defensa.